# A Casa da Árvore
A Casa Da Árvore é um livro de Margarida Botelho editado pela primeira vez em 2006. Conta a história de dois irmãos gémeos, de nome Miguel e Gabriel, que eram mais diferentes do que podemos ser levados a pensar.
Miguel é terra: gostava do chão seguro, de buracos, de minhocas e formigas. Gabriel é ar: Sonha em ser pássaro, gosta das alturas do azul do céu.
Certo dia, a irmã mais velha Isabel sugeriu a construção de uma casa na árvore, iniciando um pânico em Miguel e a excitação de Gabriel.